# The Mill and the Cross
The Mill and the Cross is een Poolse-Zweedse speelfilm uit 2011 van de Poolse filmregisseur en schilder Lech Majewski. De film is gebaseerd op het schilderij De kruisdraging uit 1564 van Pieter Bruegel de Oude. Rutger Hauer speelt de rol van Bruegel.

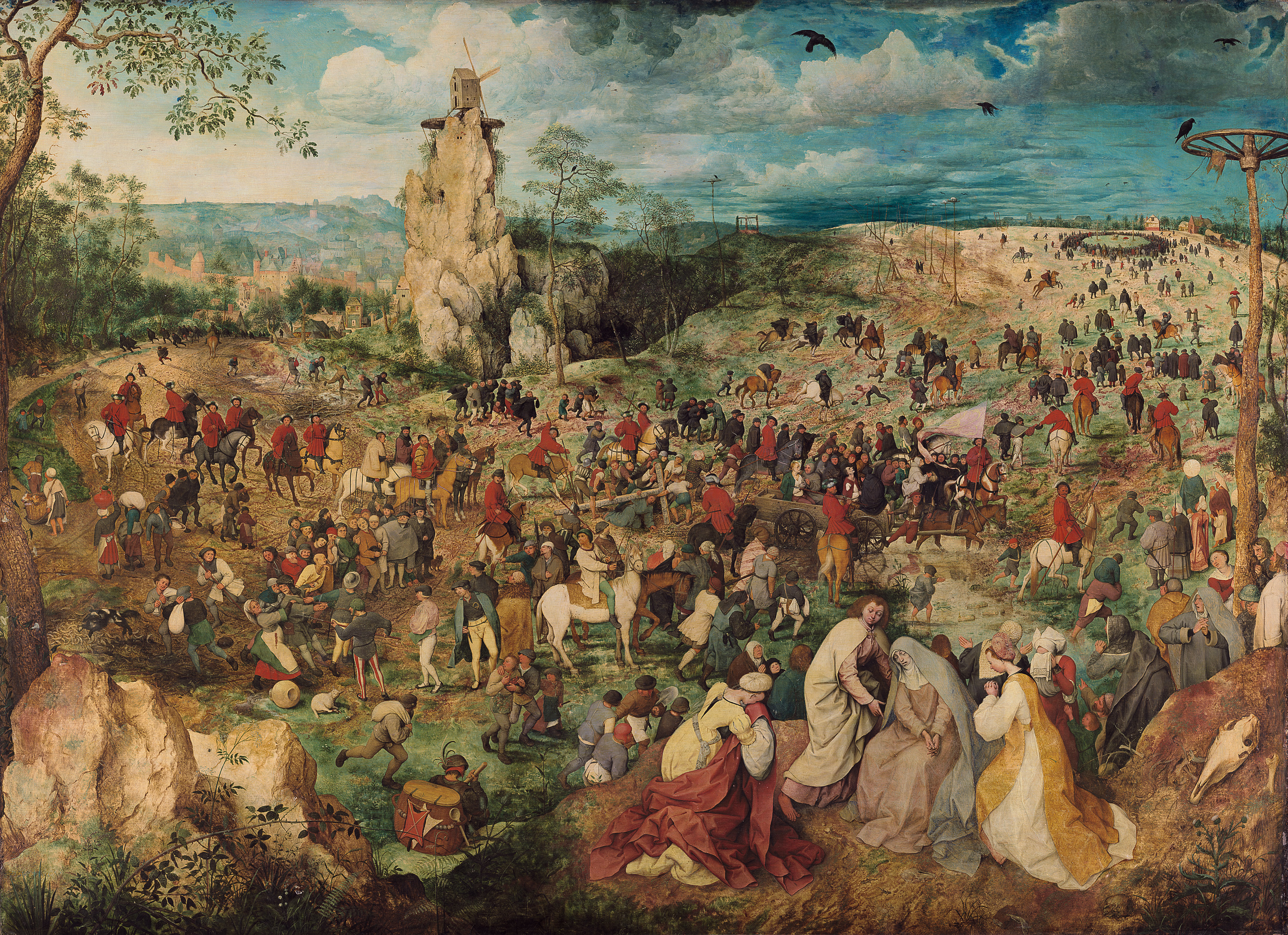
De kruisdraging van Pieter Bruegel